# Статте
Статте (итал. Statte) — коммуна в Италии, располагается в регионе Апулия, в провинции Таранто.
Население составляет 14 666 человек (2008 г.), плотность населения составляет 158 чел./км². Занимает площадь 92 км². Почтовый индекс — 74010. Телефонный код — 099.
Покровительницей коммуны почитается Пресвятая Богородица (Madonna del Rosario), празднование 7 октября.

## Администрация коммуны
- Официальный сайт: http://www.comune.statte.ta.it/